# NA-4119
La  NA-4119  es una carretera local perteneciente a la Red de Carreteras de Navarra que se inicia en PK 9,21 de NA-411 y termina en Gartzaron. Tiene una longitud de 0,8 kilómetros.